# Siebenhengste-Hohgant-Höhle
Die Siebenhengste-Hohgant-Höhle ist ein grosses Karsthöhlensystem im Kanton Bern in der Schweiz.
Das Höhlensystem liegt auf dem Gebiet der Gemeinden Eriz, Beatenberg und Habkern im Berner Oberland. Es liegt im gleichnamigen Karstgebiet nördlich von Interlaken. Das Höhlensystem besteht aus verschiedenen, zusammenhängenden Höhlen (Faustloch, F1) und ist nach dem Hölloch im Muotatal die zweitlängste Höhle der Schweiz. Die vermessene Länge der Siebenhengste-Hohgant-Höhle liegt bei über 164,5 km (2020). Die Vertikalausdehnung beträgt 1340 m.

## Geschichte
Im Jahre 1966 wurde die Höhle zum ersten Mal durch den Höhlenverein Club Jurassien erforscht. Dabei wurden 3 der heute 42 bekannten Eingänge entdeckt. Da die weitere Forschung vielversprechend war, bildete sich 1979 die internationale Höhlenforschergemeinschaft Region Hohgant, die bis heute die Höhle erforscht.

## Aktuelle Forschung
Höhlenforscher suchen unter anderem eine Verbindung zum tiefergelegenen Bärenschacht. Gelänge dies, würde das Höhlensystem um einen Schlag um über 84 km anwachsen und wäre damit die längste Höhle der Schweiz. Derzeit liegt die Siebenhengste-Hohgant-Höhle hinter dem Hölloch auf dem zweiten Platz.